# Gerhard Klauß
Gerhard Klauß (* 9. Oktober 1944 in Bad Suderode; † 6. Januar 2024 in Frankfurt (Oder)) war ein deutscher Zirkusdirektor. Er war Generaldirektor des Staatszirkus der DDR.

## Leben
Der in eine Angestelltenfamilie geborene Gerhard Klauß schloss 1961 an der POS Bad Suderode die Schule ab und machte im Anschluss bis 1963 eine Schriftsetzerlehre. Bis 1964 war er als Schriftsetzer im VEB Diagrammdruck Quedlinburg angestellt. Danach absolvierte er ein Pädagogikstudium und legte die schulpraktische Prüfung am Institut für Lehrerbildung in Quedlinburg ab. Von 1966 bis 1969 war er in der Volksbildung tätig und daraufhin zwischen 1970 und 1972 Leiter der Abteilung Veranstaltungen im Kulturzentrum Frankfurt (Oder). Von 1972 bis 1973 war er Leiter Öffentlichkeitsarbeit am Kleist-Theater Frankfurt (Oder).
Erstmals für das Zirkuswesen zuständig war er ab 1973 in seiner Verwendung als Abteilungsleiter bzw. Direktor für Internationale Beziehungen und Agentur im VEB Zentral-Zirkus/Staatszirkus der DDR. Das Amt hatte er bis 1985 inne. Zwischenzeitlich absolvierte er von 1980 bis 1982 ein postgraduales Studium beim Institut für Weiterbildung des Ministeriums für Kultur an der Kunsthochschule Berlin. 1986 wurde er dann 1. Stellvertreter des Generaldirektors des Staatszirkus der DDR, ein Jahr darauf, am 1. Januar 1987, dann als Nachfolger von Otto Netzker selbst dort Generaldirektor. Nach der Wiedervereinigung wechselte er 1990 von der Funktion des Generaldirektors in die des Geschäftsführers der Berliner Circus-Union GmbH (BCU).
Ab 1992 arbeitete er freiberuflich in der Zirkus- und Showbranche sowie im Medienbereich, insbesondere für Film und Fernsehen (Deutsche Artistenagentur, 2001–2002), Show&Media Consulting, Turtleprod London Ltd.
Klauß war bis 2003 Präsident des Internationalen Varieté-, Theater- und Circus-Direktorenverbandes e.V. in Berlin. Zudem war er Jurymitglied bei Internationalen Festivals, u. a. beim Internationalen Zirkusfestival von Monte-Carlo und beim Festival Mondial du Cirque de Demain in Paris.

## Belege
1. ↑  Gerhard Klauß verstorben. Nachruf auf staatszirkus-der-ddr.de
2. ↑  Staatszirkus der DDR –Generaldirektion. (Memento vom 16. Oktober 2016 im Internet Archive) Im Original publiziert auf staatszirkus-der-ddr.de.
3. ↑  Deutsche Artistenagentur. moneyhouse.de.

| Personendaten    | Personendaten                  |
| ---------------- | ------------------------------ |
| NAME             | Klauß, Gerhard                 |
| KURZBESCHREIBUNG | deutscher Zirkusdirektor (DDR) |
| GEBURTSDATUM     | 9. Oktober 1944                |
| GEBURTSORT       | Bad Suderode                   |
| STERBEDATUM      | 6. Januar 2024                 |
| STERBEORT        | Frankfurt (Oder)               |